# René Duguay-Trouin
René Duguay-Trouin (1673. – 10. lipnja 1736.) je bio francuski moreplovac i gusar. Njemu u čast, deset brodova Francuske ratne mornarice nazvano je njegovim imenom.

### Životopis
Porijeklom iz Saint-Maloa, Duguay-Trouin se na brod prvi put ukrcava u šesnaestoj godini. Kao član posade gusarskog broda La Trinite vrlo brzo odaje svoju ratobornu narav koju će ubuduće samo potvrđivati. Dvije godine kasnije dobiva svoje prvo zapovjedništvo, nad brodom Danycan. 1694. zarobili su ga Englezi ali je uspio pobjeći i vratiti se u Francusku. U dobi od 23 godine predstavljen je kralju Louisu XIV. kao nada francuske mornarice. 1701. izbija Rat za španjolsku baštinu te Duguay-Trouin i službeno postaje časnik francuske mornarice. 1709. kralj mu je dodijelio plemićki naslov. 1711. (kada mu je bilo tek 38 godina) preuzima zapovjedništvo na flotom od 17 gusarskih brodova, od čega sedam linijskih brodova, s ukupno 5700 ljudi. Nakon tromjesečne plovidbe flota napada Rio de Janeiro, tada na glasu kao neosvojivu portugalsku utvrdu, koju godinu dana ranije francuski gusari nisu uspjeli osvojiti. Flota Duguaya-Trouina iskrcava 3300 ljudi i poslije jedanaest dana opsade, Rio de Janeiro je osvojen jurišem. Duguay-Trouin traži golemi otkup od Portugalaca. Dva mjeseca kasnije, uništava neprjateljsku flotu i odlazi s 20 milijuna u svojim škrinjama. Pad Rio de Janeira od ruku francuskih gusara imao je strahoviti odjek i potaknuo Britance i Nizozemce da pojačaju obranu svojih kolonija. Ovaj pothvat je Duguay-Trouinu donio čin "Lieutenant général de la Marine" (admiral).
Duguay-Trouin je svoju pomorsku karijeru okončao kao zapovjednik francuskih ratnih brodova sa zadatkom da štiti francusku trgovačku flotu od Berberskih korsara iz Alžira. Umro je 1736., prerano ostario od mnogih borbenih pohoda.